# التهاب العين الشامل
التهاب العين الشامل أو التهاب المقلة الشامل (بالإنجليزية: Panophthalmitis)‏ هو التهاب في جميع أغطية العين، بما في ذلك الهياكل داخل العين. يُمكن أن يحدث هذا الالتهاب بسبب العدوى، وخاصةً أنواع الزائفة مثل الزائفة الزنجارية، أو أنواع المطثية، أو بسبب داء ويبل أو الإصابة بالفطريات، كما أنه قد يحدث بسبب الإجهاد.